# Kamionka (województwo małopolskie)
Kamionka – wieś w Polsce położona w województwie małopolskim, w powiecie miechowskim, w gminie Kozłów.
W latach 1954–1961 wieś należała i była siedzibą władz gromady Kamionka, po jej zniesieniu w gromadzie Kozłów. W latach 1975–1998 miejscowość administracyjnie należała do województwa kieleckiego. Integralna część miejscowości: Kozinki.